# الجيش اللبناني
الجيش اللبناني هو الجيش النظامي للجمهورية اللبنانية ويتكون من ثلاثة أفرع هي القوة البرية والقوة الجوية والقوة البحرية.
الشعار الرسمي للجيش اللبناني هو «شرف تضحية وفاء» ويتألف الرمز من شجرة الأرز، الرمز الوطني للبنان، محاطة بإكليلي غار ومتمركزة فوق رموز الفروع الثلاثة: الأرض قوة برية يمثلها السيفان والقوة البحرية ممثلة مرساة، والقوة الجوية ممثلة من قبل اثنين من الأجنحة.

## لمحة عامة

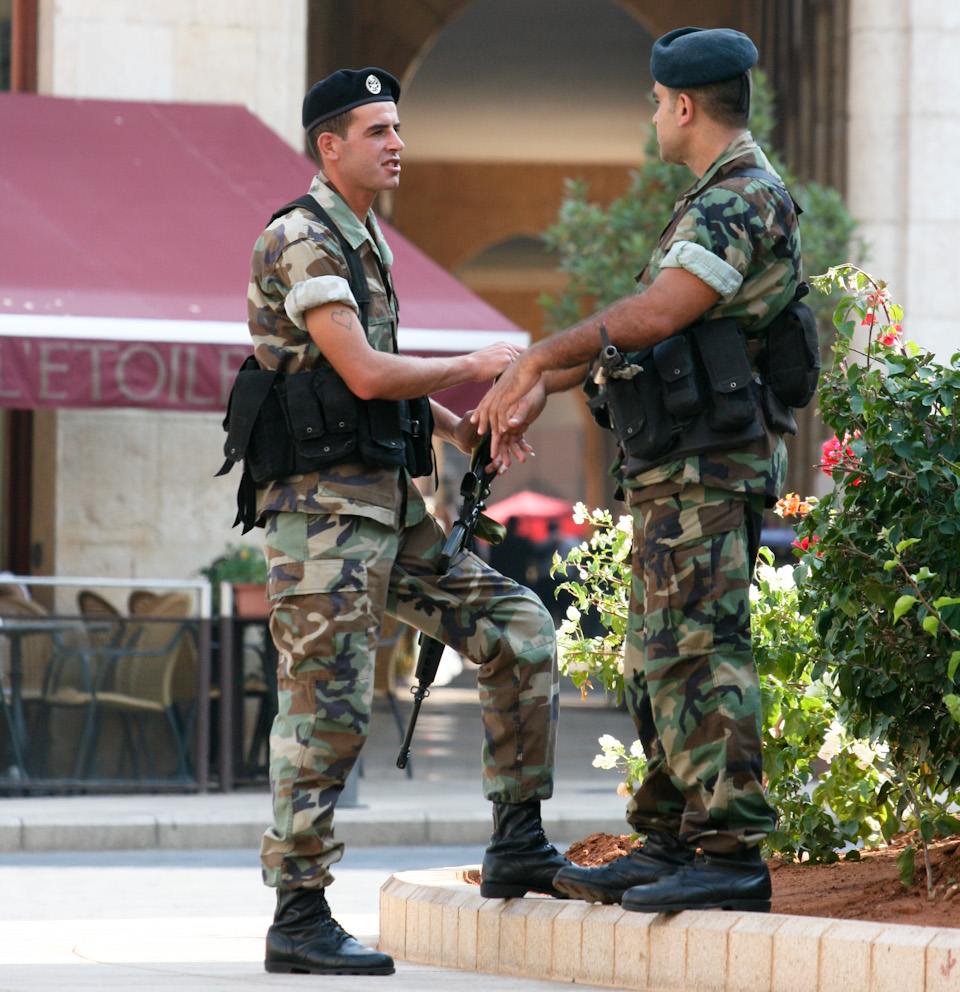
جنود من الجيش اللبناني، 2009

المهمة الأولى للجيش اللبناني تشمل الدفاع عن لبنان ومواطنيها ضد العدوان الخارجي خصوصا الاعتداءات الاسرائلية، والحفاظ على الاستقرار الداخلي والأمن، ومواجهة التهديدات ضد مصالح البلاد الحيوية، والانخراط في أنشطة التنمية الاجتماعية والقيام بعمليات الإغاثة بالتنسيق مع المؤسسات العامة والإنسانية.
الجيش اللبناني يتألف من 56,000 من الأفراد العاملين مع القوات البرية التي تتألف من حوالي 54.000 جندي، والقوات الجوية والدفاع الجوي التي تتألف من حوالي 1,000 عسكري، وآخر 1,000 في القوات البحرية. ويتم تشغيل جميع الفروع الثلاثة وبالتنسيق من قبل قيادة الجيش اللبناني، التي تقع في اليرزة، شرق العاصمة اللبنانية، بيروت. حاليا الجيش اللبناني في المرتبة 6 في العالم من حيث النمو، مع تضاعف عدد الأفراد العسكريين خلال الفترة بين عامي 1985 و2000.في البلاد ستة كليات عسكرية والمدارس. يتم إرسال ضباط لبنانيين إلى بلدان أخرى مثل روسيا، أمريكا، فرنسا وبعض الدول الأخرى لتلقي تدريبات إضافية.
تتميز معدات الجيش اللبناني بانها قديمة العهد وذلك لاسباب منها نقص الأموال والمشاحنات السياسية وحتى وقت قريب وجود القوات الأجنبية. وبعد انتهاء الحرب الأهلية اللبنانية، قررت قيادة الجيش اللبناني اصلاح واعادة تجهيز الجيش اللبناني بمعدات أكثر تطور تتلاءم والمهام الموكله اليه. في حين يجري اعداده الآن من خلال بعض الهبات المقدمة من الدول الأخرى. حوالي 85% من معدات الجيش اللبناني هي من صنع اميركي اما البقية فهي بريطانية وفرنسية بالإضافة إلى السوفيتية الصنع.

## التاريخ

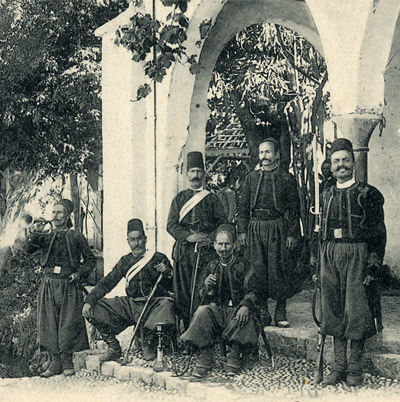
الجنود اللبنانيين خلال الفترة المنتصف الريف

«الجيش اللبناني» شكلت نواته الأولى تحت قيادة الأمير فخر الدين الثاني المعني في وقت مبكر من القرن 17 في عهد إمارة لبنان (1516-1840). وجاء أول انتصار كبير في 31 أكتوبر 1622 ضد العسكر العثماني في معركة مجدل عنجر. ومع ان عدد الجيش اللبناني لم يتعدى 5000 جنديا لبنانيًا ضد 12000 جندي عثماني، الا ان الانتصار كان حليف فخر الدين الذي تمكن من القبض على باشا دمشق نفسه.
تتمتعت محافظة جبل لبنان بشبه حكم ذاتي بين عامي 1861 و1914 في عهد المتصرفية، حيث لم يكن يسمح لأي قوات تركية من التمركز أو التجول في تلك المنطقة. أنشأ لبنان جيشه المتكون من ميليشيات المتطوعين.الا انه ومع اندلاع الحرب العالمية الأولى عاد جبل لبنان إلى الحكم العثماني المباشر
بدايات الجيش الحديثة ظهرت خلال عام 1916، عندما أنشأت الحكومة الفرنسية «فرق الشرق»، التي شملت جنودًا فرنسيين وأفارقة بالإضافة إلى بعض اللبنانيين، إلا إنه وبعد الحرب العالمية الأولى انتدبت عصبة الأمم فرنسا على لبنان، وفي نيسان 1920، شكلت فرنسا جيش الشرق العربي، والتي أعيد تنظيمها في وقت لاحق في (القوات الخاصة في الشرق). وتتألف هذه القوات من مجندين لبنانيين وسوريين، ولكن بقيت القيادة للضباط الفرنسيين، إلا أنه النسبة المئوية للضباط البنانيين والسوريين أخذت بالارتفاع تدريجيًا في الحجم إلى ما يقرب من 90% من العدد الإجمالي بحلول عام 1945.
في وقت لاحق في عام 1926، تم إنشاء أول فوج قناصة لبناني من القوات الخاصة في الشرق؛ وهو يعتبر النواة الأولى لتشكيل الجيش اللبناني.

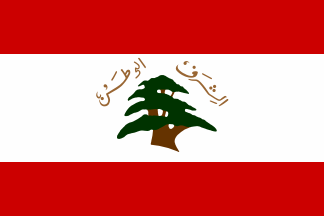
علم الجيش اللبناني الأول في ظل لبنان المستقل

خلال الحرب العالمية الثانية، القوات اللبنانية في لبنان شاركت إلى جانب قوات فيشي الفرنسية ضد قوات فرنسا الحرةوالبريطانية. بعد استسلام قوات فيشي في منطقة الشرق الأوسط في يوليو عام 1941، جند متطوعين من الفرق الخاصة في بلاد الشام في صفوف قوات فرنسا الحرة، وشاركت في القتال في إيطاليا وشمال أفريقيا، وجنوب فرنسا وفي عام 1943، قبل إعلان استقلال لبنان، تم الجمع بين جميع الوحدات العسكرية في لواء واحد (اللواء الخامس) تحت قيادة الجنرال فؤاد شهاب، وفي يوم إعلان استقلال لبنان، وضع فوج القناصة الثالث تحت تصرف الحكومة اللبنانية من أجل الحفاظ على الأمن، وكانت فرنسا في يونيو من العام نفسه، قد أعادت وحدات القوات الخاصة بالشرق، التي الحقت فيما بعد بالقوات البريطانية في الشرق الأوسط، وظلت الغالبية العظمى من الجيش اللبناني جزءا من الجيش الفرنسي في لبنان.
بعد حصوله على الاستقلال في عام 1943، شكلت الحكومة اللبنانية وفدا رسميا في عام 1944 للتفاوض مع فرنسا وذلك لتسليم مسوؤلية الجيش اللبناني للسلطة اللبنانية وحدها، وبعد ما يقرب من ثلاثة أسابيع من المحادثات، أقرت القيادة المشتركة الفرنسية البريطانية مرسوما يقضي بتسليم الوحدات العسكرية الموضوعة تحت السيطرة الفرنسية الحكومة المستقلة في لبنان. وهذه الوحدات هي جزء من الفرقة الخاصة ببلاد الشام وبلغ عديد أفرادها 3000 عسكري. وفي 1 أغسطس 1945 في 0:00 ساعة، وضع الجيش اللبناني تحت السلطة الكاملة للحكومة الوطنية اللبنانية، ويتم الاحتفال بهذا اليوم سنويا باعتباره عيد الجيش اللبناني.

## العمليات العسكرية

### حرب فلسطين 1948
شارك الجيش اللبناني في حرب فلسطين العام 1948، وذلك من خلال بعض المجموعات المتطوعة، وكانت أبرز معاركها في بلدة المالكيّة اللبنانية بقيادة النقيب محمد زغيب الذي استشهد في معركة المالكية الثانية (هناك ثكنة باسم «محمد زغيب» في صيدا - جنوب لبنان).

### اتفاق القاهرة 1969
معارك عسكرية كانت تدور رحاها بين الجيش اللبناني ومنظمة التحرير الفلسطينية في عام 1969 انتهت بتوقيع اتفاق القاهرة السري بين قيادة الجيش اللبناني ومنظمة التحرير الفلسطينية منهية حالة التقاتل ومنظمة للوجود المسلح الفلسطيني في لبنان

### الحرب الأهلية اللبنانية
كما تصاعدت حدة الحرب الأهلية، نما أقوى الميليشيات اللبنانية وسرعان ما تجاوز الجيش النظامي. مما أدى إلى تقويض سلطة الحكومة المركزية. وأعاق أيضا قدرة الحكومة على الحفاظ على النظام. واحدة من أصغر في الشرق الأوسط، وكانت تتألف على أساس نسبة ثابتة من الأديان. كما لجأ إلى أعضاء الميليشيات الطائفية، ويثبت في نهاية المطاف الجيش غير قادر على احتواء الجماعات المسلحة، في كبح جماح منظمة التحرير الفلسطينية أو مراقبة تسلل الاجانب. منذ ان الحكومة التي يسيطر عليها المسيحيون، وخاصة الضباط الرتب، والثقة بين المؤسسات المركزية للمسلمين، بما في ذلك الجيش، وانخفاض. وقد بدأ في نهاية المطاف إلى تفكك الجيش اللبناني الفارين مسلم يعلن أنها لن تأخذ أوامر من جنرالات المارونية.

### معركة الضنية 2000
خلال شهر كانون الاول 1999 وكانون الثاني 2000 شنت الجماعات المتشددة هجوم فاشل ضد السلطات اللبنانية في منطقة الضنية في شمال لبنان. وخلال 4 أيام من القتال في اجواء جوية صعبة حيث الثلوج تغطي الجبال، استشهد 11 من الجنود وقتل للمتمردين 25 واعتقال باقي أعضاء الجماعة.

### حرب إسرائيل على لبنان 2006
خلال العدوان الإسرائيلي على لبنان في تموز/آب من عام 2006 الذي طال كل البنى التحتية في لبنان كان للجيش اللبناني حصته من هذا العدوان، في الوقت نفسه قامت القوات الإسرائيلية بقصف عدة ثكنات ومراكز تابعة للجيش اللبناني. الا انه قام بدور دفاعي ضمن حدود الامكانيات المتوفره لديه وفي عدة مناسبات، أطلقت قوات الجيش اللبناني الأسلحة المضادة للطائرات على الطائرة الإسرائيلية. كذلك يسجل للجيش التصدي لمحاولة الكومندوز الإسرائيلي للانزال على شواطئ مدينة صور.
بالإضافة إلى الدور الدفاعي كان هناك دور فاعل في الجبهة الداخلية على صعيد تقديم المساعدات للمدنيين الذين نزحو من مناطق العمليات الحربية في الجنوب، أو بمساعدة الجيش اللبناني في المحافظة على النظام في المدن، وكذلك المساهمة في أعمال الإغاثة من رفع الإنقاذ بسبب القصف الإسرائيلي وتوجيه اللاجئين إلى مناطق أكثر أمنا. في المحصلة النهاية للعدوان الإسرائيلي سقط للجيش اللبناني 50 شهيدا.
بعد حرب تموز انتشر الجيش اللبناني في جنوب نهر الليطاني للمرة الأولى منذ عام 1978 وذلك تنفيذا لقرار مجلس الأمن رقم 1701. بموازاة اعلان الجيش اللبناني ان مهمته هي حماية جنوب لبنان من أي اعتداء خارجي و داخلي.

### معركة مخيم نهر البارد 2007
بدأت معركة مخيم نهر البارد وهو أحد مخيمات اللاجئين الفلسطينيين شمال لبنان في 20 أيار 2007، عندما شنت عناصر فتح الإسلام هجوم على مركز الجيش اللبناني على مدخل المخيم وكذلك في مناطق متفرقة من طرابلس بشكل مفاجئ حيث قتل ما يزيد عن 34 عسكري.
سرعان مع أخذ الجيش اللبناني زمام المبادرة واجبر المعتديين على التراجع إلى داخل المخيم، من ثم انتقل إلى حصار المسلحين داخل المخيم وسماح للمدنيين من اخلاء المخيم، الا ان قرارا تاريخيا اتخذ في انهاء وجود فتح الإسلام داخل المخيم وذلك من خلال الدخول إلى المخيم.((يمنع على الجيش اللبناني الدخول إلى المخيمات الفلسطينية)) استمرت المعركة حوالي الثلاث أشهر انتهت في 2 أيلول 2007 بسيطرة الجيش اللبناني على كامل المخيم وقتل أو القاء القبض على عناصر تنطيم فتح الإسلام، وتكبد الجيش اللبناني خسائر بحدود 155 عسكري جلهم سقطو في الهجوم الأول.
يسجل في هذه المعركة الاستخدام الكثيف للمدفعية اللبنانية من اجل القضاء على الانتشار الكبير لقناصي فتح الإسلام. وايضا كان لسلاح الهندسة في الجيش اللبناني اداء عالى المستوى بشهادة الجميع حيث حول عددا من طائرات الهليكوبتر من طراز يو إتش-1 إركويس إلى قاذفة، من خلال تسليحها بقنابل تقليدية من زنة 250 كجم و400 كجم عادة كان يسلح بها طائرات هنتر وميراج القديمة العهد. كما تسليح بعض طائرات الهليكوبتر بصاروخ ماترا الفرنسي. استخدام المدافع وتسليح الطائرات كان له الاثر البارز في تقليص عمر المعركة.

### أحداث أيار 2008

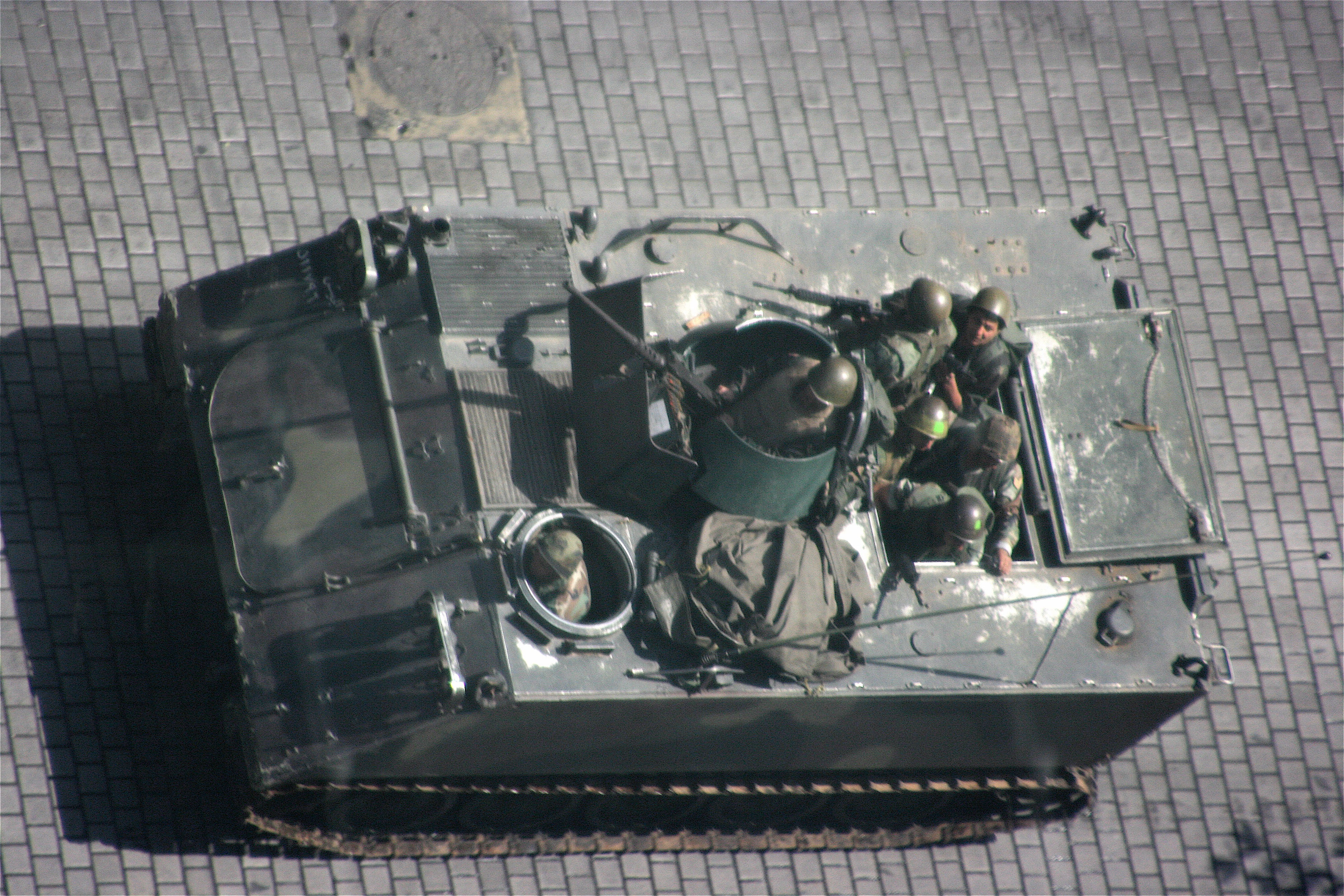
إم-113 لبنانية في بيروت، خلال الاضطرابات في 9 مايو 2008.

في أيار 2008 كان هناك سلسلة من الاحداث السياسية والامنية والعسكرية بين كل من القوى الموالية لسلطة في لبنان وقوى المعارضة كان مسرحها بيروت ومناطق أخرى من لبنان، وصفت هذه الاحداث بانها الاخطر على الساحة اللبنانية منذ انتهاء الحرب الاهلية في 1990. بدات هذه الاحداث في 5 أيار باتخاذ حكومة فؤاد السنيورة التي تعتبرها المعارضة فاقدة للشرعية الميثاقية قرارين الأول بحق سلاح الإشارة التابع لحزب الله والثاني بحق مدير امن المطار المقرب من حركة أمل وحزب الله فما كان من الاخيريين الا بالرد العسكري في 7أيار والاشتباك مع تيار المستقبل بالسلاح والسيطرة على مراكزه وعلى كامل بيروت. دور الجيش في هذه الاحداث كان التدخل العسكري لابعد الحدود حيث ان الجيش قام بفرض النطام على الأطراف المتحاربة المذكورة سلفا بقرار من رئيس الوزراء آنذاك. لكن كان هناك دور للجيش في إجراء الاتصالات للخروج من هذه الازمة وايضا سرعة إعادة فرض النظام بعد اتفاق وقف اطلاق النار.

## الأفرع
تتشكل هيكلية الجيش اللبناني من قيادة الجيش والقوات البريّة والبحرية والجوية إضافة إلى الكليات والمدارس ومركز البحوث والدراسات:

### قيادة الجيش
تتمركز قيادة الجيش اللبناني في اليرزة. تتضمن الهيكلية التنظيمية لقيادة الجيش:
- قائد الجيش
- رئيس الأركان
- نواب رئيس الأركان وعددهم 4
- المديريّات المختلفة

### القوّات البحرية
البحرية اللبنانية هي المسؤولة عن حماية المياه الإقليمية اللبنانية، والموانئ، ومكافحة التهريب غير المشروع للبضائع. هيكل القوات البحرية المركزية حول قيادة القوات البحرية، ثم يتفرع إلى ربع العامة البحرية، وإدارة المخازن والمعدات البحرية، ومدرسة البحرية، والقاعدة البحرية في بيروت وقاعدة جونية البحرية، أنشئت القوات البحرية العام 1950 وتمركزت في الحوض الأول من مرفأ بيروت، الذي أنشئ العام 1893 في زمن السلطنة العثمانية على يد شركة فرنسية، البحرية، والتي تفتقر حاليا كمية مناسبة من المعدات وعددا من حوالي 50 سفينة من مختلف الأحجام والأدوار، إلا أن سلاح البحرية تحاول تحديث نفسها، وزيادة حجمها.
بدايات سلاح البحر اللبناني الذي أنشئ عام 1950 وتمركز في الحوض الأول لمرفأ بيروت، وانتقل عام 1972 إلى مرفأ جونية بعد تسلم مباني قاعدة جونية البحرية.
وعام 1982 استبدل اسم سلاح الدفاع البحري بالقوات البحرية استنادًا إلى قانون الدفاع، وعام 1992 أنشئت قواعد بحرية في مرافئ صيدا وصور وطرابلس، وآخر الإنجازات كان شبكة رادارية حديثة وضعت على طول الشاطئ اللبناني لتغطي المحطات الرادارية للمسطح المائي الإقليمي برمته.
القوات البحرية الذي يقارب الـ1500 عنصر، تشير إلى نيل الملازم البحري أسعد الترك سيف الملكة إليزابيت، لتقدّمه على ست دورات تدريبية لضباط من مختلف الجنسيات في إحدى الكليات العسكرية في بريطانيا. وقائد القوات البحرية اللبنانية العميد البحري نزيه بارودي، قوله بأن الإمكانات العملانية للبحرية اللبنانية بدأ بأعتدة متواضعة لبّت احتياجات مراقبة السواحل، لكن الوضع تغير اليوم بحيث باتت هذه القوات تحتاج إلى عدد من السفن والخافرات ومراكب الدعم اللوجستي، لتتمكن من الحلول مكان القوات البحرية التابعة لقوات الأمم المتحدة العاملة في لبنان. ويضيف العميد بارودي إن القيادة العسكرية ومن خلفها القيادة السياسية، تبذلان جهودًا حثيثة لتأمين حاجات البحرية اللبنانية، ويشير إلى الخطة العشرية التي تعمل البحرية اللبنانية على تنفيذها، وقوامها تجديد المعدات والمراكب على اختلاف أنواعها. وقد بدأ تنفيذ المرحلة الأولى منها، من خلال افتتاح مركزين بحريين.
ويحدد العميد البحري بارودي احتياجات البحرية العملانية وفق الخطة الموضوعة وهي تحقيق الأسطول البحري المؤلف من 9 قطع تتجاوز حجم الـ60 مترًا وقطع أخرى من 40 إلى 60 مترًا، إضافة إلى مجموعة من الخافرات ومراكب دعم لوجستي. وهذه القطع تمّ تحديدها وفق حجم المهمات المطلوبة لتأمين حضور على مدار الساعة في عرض البحر. كما تسعى الخطة لبناء قاعدتين بحريتين تستوعبان القطع البحرية المتوافرة حاليًا، والقطع التي ستتحقق اعتبارًا من العام 2011 حتى العام 2016. كذلك أشار قائد القوات البحرية إلى الحاجة لبناء مدرسة بحرية لإعداد الضباط والرتباء والعناصر وتأهيلهم، وأمل في رفع عديد القوة البحرية إلى 3000 عنصر.

#### مهام البحرية
حماية خطوط المواصلات البحرة على المرافئ البحرية، وفرض سلطة الدولة في البحر، حماية الواجهة البحرية وفرض تطبيق القرارات لا سيما القرار 1701 بالتنسيق مع قوات اليونيفيل، إضافة إلى مكافحة الإرهاب والهجرة غير الشرعية والتهريب وتجارة المخدرات وتبييض الأموال في البحر، وتأمين الدعم البحري لقوى الجيش اللبناني والأجهزة الأمنية، إلى مشاركة الوزارات والوكالات البحرية في تنفيذ مهماتها وحماية الثروات والمصالح الوطنية على الشاطئ. حماية خطوط المواصلات البحرية إلى المرافئ اللبنانية وتطبيق القانون وفرض سلطــة الدولة في البحر وتنظيم حركة الملاحة التجارية وضبطها من خلال غرفة العمليات البحرية المشتركة التي أنشئت بقرار من مجلس الوزراء وأعيد إحياؤها بتاريخ 16/8/2006 وحماية مصالح الدولة في المنطقة الاقتصادية الخالصة بعد إعلانها من قبل الدولة اللبنانية ومؤازرة الأسطول التجاري اللبناني والصيادين وحمايتهم، والدفاع عن المياه الإقليميـة وعن الساحل ضد أي اعتداء عسكري من البحر، وحماية الواجهة البحرية والمساهمة في تطبيق القرارات الدولية المتعلقة بلبنان في البحر، لا سيما القرار 1701 بالتنسيق مع القوة البحرية التابعة لقوات الأممّ المتحدة المؤقتة في لبنان.
مكافحـة الإرهـــاب، ومكافحة الهجرة غير الشرعية والتهريب وتجارة المخدرات وتبييض الأموال في البحر، وتأمين الدعم البحري والإنذار المبكر لقوى الجيش اللبناني والمشاركة في العمليات العسكرية المشتركة (دعم ناري، دعم لوجستي، عمليات إبرار، عمليات إسقاط قوى على الشاطئ...)، ومساعدة الأجهزة الأمنية في البحر (الجمارك، الأمن الداخلي، الأمن العام...)، ومساعدة الوزارات والوكالات البحرية في مهماتها في البحر مثل: مكافحة الحرائق في البحر، ومكافحة التلوث في البحر، وعمليات البحث والإنقاذ في البحر، وحماية الثروات والمصالح الوطنية على الشاطئ.

### القوات الجويّة
سلاح الجو اللبناني هو فرع للقوات الجوية التابعة للجيش اللبناني. يضم حاليا عددا من طائرات الهليكوبتر بما في ذلك بيل هيوي UH - 1H، غزال، وغيرها المختلفة. القوة الجوية حاليا في عملية استعادة قدرات الطائرات وتفكر في شراء عدد قليل من الطائرات المقاتلة من نوع سوبر توكانو، في 13 أيار 1949 استدعى قائد الجيش اللواء شهاب المقدم اميل بستاني نائب رئيس الأركان ومدير الإدارة وكلفه بمهمة إنشاء وتنظيم قوة جوية، في الواقع كان يجب أن تخلق من العدم، وفي أول حزيران 1949 ولد سلاح الجو في قاعدة رياق الجوية وعيّين المقدم اميل بستاني أول قائدًا للسلاح ولقاعدة رياق وكان التعيين في أول تموز 1949، وعيّن المقدم بستاني قائد للطيران وهو ليس بطيار أو بفنّي طيران جاء ذلك كونه لم يكن في كل الجيش أي ضابط طيار أو إختصاصي بالطيران. لذلك اضطرت القيادة إلى اختيار الأنسب من حيث الإلمام التام بالتنظيم فتوجهت الأنظار إلى المقدم بستاني الذي نظم الأركان، الإدارة والمصالح.

#### تاريخ الجوية
أول مطار كانت طائرات الحلفاء المنتصرين تهبط في أول عهدهم في لبنان ضمن الفسحة القائمة بين جسر بيروت والدورة. وقد تسلموا فيما بعد مطار رياق العسكري الذي تم إنشائه من قبل الألمان في الحرب العالمية الأولى، فوسّعوه وأخذ الضباط الفرنسيين المتخصصون في الطيران يدربون عددًا من الشبان اللبنانيين على ميكانيك الطائرات. وفي عام 1933 أنشأ الفرنسيون مطارًا مدنيًا في بئر حسن في بيروت يخدم لبنان والمنطقة المجاورة في الشرق الأوسط ولكن تم إهمال هذا المطار فيما بعد سنة 1950، وكان لدخول الإنكليز والديغوليون عام 1941 الأثر البارز في لبنان إذ أنشئوا مطارات صغيرة في كلٍ من الإسطبل (جنوبي بلدة شتورة إذ استخدم كمدرسة طيران عام 1956) ومرج عيون وإيعات بعلبك (شمالي غربي مدينة بعلبك إذ تم استخدامه في تمارين الهبوط والإقلاع للطائرات المكبسية ثم تعطلت مدارجه وأصبح يستخدم لإجراء رمايات الطائرات «جو/أرض»)، ثم أنشئوا مطار القليعات. وقد تم إهمالها كلها باستثناء مطار القليعات وإيعات بعلبك الذي ما يزال حتى الآن يستعمل للرماية الجوية، ومنذ بداية عهد الاستقلال، تسلم لبنان جيشه في أول آب 1945 ومعه سرية القاعدة الجوية الأولى (رياق)، وتم توسيع مطار القليعات، وثم أنشأ مطار بيروت الدولي المدني الذي دشن عام 1950 فما لبثت شركات الطيران المدنية اللبنانية أن تضاهي الشركات العالمية الكبرى من حيث أنواع طائراتها وطاقمها الفني. قاعدة رياق كانت أبنية القاعدة وحظائرها ومدارجها بحالة سيئة للغاية بعد أن بقيت مهجورة بضعة سنوات منذ إخلائها من قبل الطيران الفرنسي في سنة 1949، وكانت قد أنشأت أبان الحرب العالمية الأولى من قبل الألمان وحلفائهم. وقد سُّلمت خلال هذه الفترة المهجورة إلى حرّاس من المنطقة كانوا هم سارقي كل ما حوت في الداخل، وأعادت القيادة ترميمها وبقيت مدة الأعمال مدة ما يفوق عن الشهرين إذ شملت بناية الإدارة والحظائر وبرج المراقبة والنادي والمساكن وبرج المظلات وثكنة الجنود وقساطل المياه والكهرباء والهاتف والمدارج والتدفئة المركزية والمصانع ومتفرّعات المدارج ... إلخ، وعيّن ضباط القاعدة: معاون قائد القاعدة الملازم أول أحمد عرب، ضابط الإدارة أنترانيك طاطوسيان، آمر سرية الخدمة فيكتور شارل وخصصت القاعدة لسرية الخدمة وبدأ إدخال الإختصاصيين والعدد يقارب المئة وكان قسم كبير منهم قد زاول إختصاصه على أيام الفرنسيين ولهم الخبرة الكافية لعملهم وشكلت أول دورة تلامذة طيران من عسكريين: الملازم علي عبود، الرقيبين جان أيوب وعزت حريري ومن مدنيين : الطيار المدني حسن بردي، رينيه عبد الله، ميشال نوفل واميل سكر.

#### تكوين سلاح الجوي
حددت مذكرة الخدمة عدد 68/3س تاريخ 10 حزيران 1949 الأسس التنظيمية الأولى والتي شملت: الحرس، مدرسة الطيران، الطيارون أو نسور الجو، مشغل الصيانة، المخزن الفني ودائرة الرصد الجوي. بدا نشاط القاعدة في أول آب 1949. في 20 تموز 1949 وصل إلى بيروت عن طريق الجو من إنكلترا ستة طائرات تدريب تحمل العلم اللبناني: 4 «برينتس» واثنين بروكتور.وعليها رجال المفرزة البريطانية من مدربين وفنيين وهم: العقيد كاري لوتون رئيس المفرزة، وفيليبس هاملتون وريتشارد واليس وجميعهم متقاعدين من «الرويال ايرفورس» ويعتبرون ممتازين في أمور الطيران العسكري وخاصة في القتال الجوي إذ أنهم قادوا حرب 1945 كطيارين جويين مقاتلين، وفي 4 آب 1949 تسلمت لجنة الإستلام العسكرية الطائرات البريطانية الصنع والأدوات التابعة لها وحضر عملية الإستلام وكيل الشركة البريطانية السيد أنيس ياسين وكذكرى لولادة الطيران العسكري اللبناني دعا السيد ياسين ضباط القاعدة والإختصاصيين إلى وليمة فاخرة على ضفاف البردوني، وبما أن قائد الجيش قد قرر أيضًا إنشاء سرب قاذفات فقد وصل إلى رياق في 31 آب سرب مؤلف من أربع قاذفات إيطالية «سفوايا مركيتي» وكون هذه الطائرات مسلحة وقاذفة فقد جرى الحصول على ترخيص للمرور في أجواء اليونان، تركيا وسوريا.

### القوات البريّة
يعتمد الجيش اللبناني بشكل كبير على القوّات البريّة والتي هي مؤلّفة مما يلي:
- قيادات المناطق: تتوزع قيادات المناطق في الجيش اللبناني على الشكل التالي:
  - منطقة بيروت
  - منطقة البقاع
  - منطقة جبل لبنان
  - منطقة الشمال
  - منطقة الجنوب
- الألوية المؤللة: يوجد 11 لواء مؤلل مرقمة من الأول إلى الثاني عشر، ما عدا الرابع.
- لواء الحرس الجمهوري
- فوج المدرعات الأول
- فوج المدفعية: هناك فوجي مدفعية وهم الأول والثاني.
- أفواج تدخل: يوجد خمسة أفواج تدخل مرقمة من الأول إلى الخامس.
- فوج المغاوير
- فوج المجوقل: وهو فوج المغاوير المحمول جوا.
- فوج مغاوير البحر
- وحدات الدعم:
  -  الطبابة العسكرية
  -  الشرطة العسكرية 
  -  لواء الدعم 
  - اللواء اللوجستي
  -  فوج الأشغال المستقل

#### معدات القوات البرية اللبنانية
الجيش اللبناني لا يزال يستخدم المعدات التي وردت في معظمها من خلال التبرعات أو أسعار ودية. يعتبر العامود الفقري فيها حاملة الجند المدرعة إم-113 المستخدمة عادة من قبل كل الافواج والالوية. بالإضافة إلى مجموعة من الاسلحة والمعدات الغربية والسوفيتية بدءا من البنادق إلى الدبابات. ومع ذلك، فإن الجيش اللبناني يحاول إعادة تسليح وتحديث نفسه من خلال المساعدات الجديدة والمشتريات من بلدان مختلفة مثل الولايات المتحدة وبلجيكا وروسيا وهولندا. فإن قائمة المعدات المنتظر تسلمها تتزايد باستمرار، وتشمل دبابات ليوبارد 1/5Aالمدرعة، المزيد من دبابات إم-60 باتون، ومدافع ام 198 هاوتزر عيار 155 مم، وما إلى ذلك. بالإضافة إلى الوعد الروسي بتزويد لبنان بدبابات تي-90 الخاضعة لمباحثات منذ زيارة وزير الدفاع اللبناني لروسيا في 16 ديسمبر، 2008.
على مر التاريخ الجيش اللبناني استخدم اسلحة ومعدات مختلفة، التي في ذلك الوقت كانت تعتبر من الأفضل في الإنتاج والكفاءة. الا ان معظم هذه الأسلحة قد أصبحت تدريجيا خارج نطاق الخدمة أو تم بيعها لدول أخرى. من بين المعدات الرئيسية التي هي خارج الخدمة حاليا AMX-13, Saladin, Panhard M3, Staghound.

#### التجنيد
لبنان كان قد سبق الخدمة العسكرية الإلزامية لمدة سنة واحدة للرجال. يوم 4 مايو 2005، تم اعتماد نظام التجنيد الجديد، مما يجعل لخدمة لمدة ستة أشهر، والتعهد لانهاء التجنيد في غضون عامين. اعتبارا من 10 فبراير 2007 الخدمة العسكرية الإلزامية لم يعد موجودا في لبنان وبالتالي يجعلها خالية من التجنيد كل قوة من المتطوعين. [29]

##### التدريب
تدريب المجندين الجدد يقام في مركز خدمة العلم الأول (FFSC). بعد اسبوع من تجنيد، فإنها تقدم إلى الدورات التدريبية، وهما دورة تدريبية مشتركة العسكرية الأساسية، وبالطبع محددة. ويتم تنظيم هذه الدورات في كل التفاصيل وفقا لبرنامج تحديد ساعة من التدريب مع الأخذ بعين الاعتبار رتبة مجند [30] الدورة الأولى تتكون من 240 ساعة أي ما يعادل 9 أسابيع، ويتألف برنامج التدريب من :-
- القواعد واللوائح العسكرية
- التعليم الفني والتكتيكي
- أسلحة
- اللياقة البدنية
- التوجيه والإعداد المعنوي

الدورة الثانية تتكون من 84 ساعة أي ما يعادل ثلاثة أسابيع. ويتألف مسار المشاة من :-
- اللياقة البدنية
- حفر
- أسلحة المشاة، وهي متوافرة في الجيش اللبناني وتكتيكاته.

#### القوات الخاصة اللبنانية
القوات الخاصة اللبنانية هي النخبة في الجيش اللبناني، افراد هذه القوات أو الافواج يخضعون لأنظمة تدريب صارمة، حيث يتوجب عليه ان يكون في ذروة الحالة البدنية والعقلية قبل انضمامه لمثل هكذا نوع من الوحدات العسكرية. وتنقسم هذه الوحدات العسكرية إلى افواج، وهي :
- فوج مغاوير البحر (قوات البحرية)
- فوج المغاوير
- فوج المجوقل المحمول جوا
- فرع المكافحة التابع مباشرة لمخابرات الجيش

لضمان فعالية مثل هذه الوحدات النخبوية، يتم إرسال العديد من افرادها إلى الخارج لدول مثل الولايات المتحدة وبريطانيا وفرنسا لتلقي تدريبات إضافية في المجالات المتخصصة، خصوصا المجالات الغير متوفره لدى الجيش اللبناني. في حين أن التدريب في لبنان يتضمن تحسين اداء الفرد في فن حرب المدن وحرب العصابات. هذا النظام الصارم من التدريب الداخلي الذي يخضع كل كوماندوس لجدول زمني تدريبي يتكون من 20 ساعة في اليوم لمدة 3 أشهر، والذي ينقسم إلى مراحل مختلفة. كل مرحلة تتكون من نوع معين من الحرب مع تكتيكاتها وخططها. حيث ان هذه التكتيكات تشمل ما يلي : التخريب، القنص، تحرير رهائن والعمليات السرية. الجدير بالذكر انه وفي احتفال انتهاء الدورة التدريبية يقوم عناصر المغاوير بقتل واكل الثعابين بالايدي العارية.
في عام 2008، إنشاء الجيش اللبناني [وحدة قيادة العمليات الخاصة] لمجموع وحدات النخبة في الجيش. وهذه تشمل قوات فوج المجوقل، فوج المغاوير، فوج المغاوير البحرية وفوج المكافحة في الاستخبارات العسكرية. سيكون الحجم الأولي للقوة مكون من أقل من لواءين، أي حوالي 5000 جندي، لكن الخطة هي بزيادة العدد ليصل إلى ثلاثة ألوية.

### الكليات والمدارس
لدى الجيش اللبناني ست مدارس وكليات عسكرية رسمية التي تخدم مجموعة واسعة من المهام من تدريب الضباط والافراد كل ضمن اختصاصه وتطوير القدرات والمحافظة على الحالة البدنية. المدارس والكليات هي :
- كلية فؤاد شهاب للقيادة والأركان: تسهر الكلية على إعداد الضباط من مختلف الأسلحة وتمكينهم من ممارسة قيادة الوحدات العسكرية كما إنها تجري دورات أركان للضباط القادة تخولهم تسلّم وظائف الأركان في مختلف مستويات القيادة.

كما تعمل الكلية على نطوير وتعميق الثقافة والمعارف العسكرية وزيادة الخبرات والقدرات عن طريق إجراء البحوث والدراسات لتمكين الضباط القادة على القيام بواجباتهم بصورة أفضل. كما تعد الكلية الدراسات والأبحاث في مواضيع إستراتيجية عسكرية مهمة للدفاع الوطني ترفع خلاصتها للقيادة لاستثمارها.
كما انها تنفذ تمارين تكتية للوحدات المقاتلة على المشبه مستفيدة من التكنولوجيا الحديثة في هذا المضمار.
- الكلية الحربيّة
- مدرسة القوّات الجويّة
- مدرسة التزلّج والقتال في الجبال
- معهد التعليم
- المركز العالي للرياضة العسكرية

كلية القيادة والأركان، الكلية الحربية، ومدرسة التزلج والقتال على الجبال هي معاهد تهدف إلى ترقية نوعية مهارات الجنود اللبنانيين، في حين تم إنشاء المركز العالي للرياضة العسكرية لابقائهم في حالة بدنية عالية (كما ينظم المركز المجموعات الرياضية والفرق للمنافسة الدولية). تم إنشاء معهد التعليم لمساعدة الجنود بتخصص في جوانب معينة من الجيش، مثل المدفعية والدفاع.

### مركز البحوث والدراسات الإستراتيجية
تلخص المهمات الموكلة إلى مركز البحوث والدراسات الإستراتيجية بما يلي:
- - إعداد الدراسات والبحوث الإستراتيجية.
  - تحليل الكتب والدراسات.
  - دراسة مشاريع القوانين والمعاهدات.
  - دراسة القضايا المطروحة على الصعيد الوطني.
  - متابعة التطوّرات المحلية، الإقليمية والدولية.
  - دراسة العدو الحالي والمرتقب.
  - إجراء البحوث العلمية والدراسات المتخصصة.
  - التنسيق مع الأركان والأجهزة المختصة.
  - مواكبة تطور العلم والتكنولوجيا.
  - التواصل بين المركز والمراكز المماثلة.
  - توثيق المحاضرات، البحوث، الحلقات الدراسية.
  - تنفيذ مهام ونشاطات فكرية مختلفة.

## الرتب العسكرية

### رتب الضبّاط
| الرتب العسكرية لضباط الجيش اللبناني | الرتب العسكرية لضباط الجيش اللبناني | الرتب العسكرية لضباط الجيش اللبناني | الرتب العسكرية لضباط الجيش اللبناني | الرتب العسكرية لضباط الجيش اللبناني | الرتب العسكرية لضباط الجيش اللبناني | الرتب العسكرية لضباط الجيش اللبناني | الرتب العسكرية لضباط الجيش اللبناني | الرتب العسكرية لضباط الجيش اللبناني | الرتب العسكرية لضباط الجيش اللبناني |
| التصنيف                             | الضباط العامون                      | الضباط العامون                      | الضباط العامون                      | الضباط القادة                       | الضباط القادة                       | الضباط القادة                       | الضباط الاعوان                      | الضباط الاعوان                      | الضباط الاعوان                      |
| الرتبة                              | عماد                                | لواء                                | عميد                                | عقيد                                | مقدّم                                | رائد                                | نقيب                                | ملازم أوّل                           | ملازم                               |
| ----------------------------------- | ----------------------------------- | ----------------------------------- | ----------------------------------- | ----------------------------------- | ----------------------------------- | ----------------------------------- | ----------------------------------- | ----------------------------------- | ----------------------------------- |
| الشارة                              |                                     |                                     |                                     |                                     |                                     |                                     |                                     |                                     |                                     |

### رتب الرتباء
| الرتب العسكرية لرتباء وافراد الجيش اللبناني | الرتب العسكرية لرتباء وافراد الجيش اللبناني | الرتب العسكرية لرتباء وافراد الجيش اللبناني | الرتب العسكرية لرتباء وافراد الجيش اللبناني | الرتب العسكرية لرتباء وافراد الجيش اللبناني | الرتب العسكرية لرتباء وافراد الجيش اللبناني | الرتب العسكرية لرتباء وافراد الجيش اللبناني | الرتب العسكرية لرتباء وافراد الجيش اللبناني | الرتب العسكرية لرتباء وافراد الجيش اللبناني | الرتب العسكرية لرتباء وافراد الجيش اللبناني | الرتب العسكرية لرتباء وافراد الجيش اللبناني |
| الرتبة                                      | مؤهل اول                                    | مؤهل                                        | معاون أول                                   | معاون                                       | رقيب أول                                    | رقيب                                        | عريف اول                                    | عريف                                        | جندي أول                                    | جندي                                        |
| ------------------------------------------- | ------------------------------------------- | ------------------------------------------- | ------------------------------------------- | ------------------------------------------- | ------------------------------------------- | ------------------------------------------- | ------------------------------------------- | ------------------------------------------- | ------------------------------------------- | ------------------------------------------- |
| الشارة                                      |                                             |                                             |                                             |                                             |                                             |                                             |                                             |                                             |                                             | لا شيء                                      |

### تلاميذ ضباط
| الدرجة | تلميذ ضابط سنة ثالثة | تلميذ ضابط سنة ثانية | تلميذ ضابط سنة أولى |
| ------ | -------------------- | -------------------- | ------------------- |
| الشّارة |                      |                      |                     |

## الزي العسكري
| صورة       |                 |                   |                     |                  |                         |                    |                   |
| أسماء      | وودلاند (توضيح) | ARPAT             | 3-tones brown ARPAT | MARPAT Woodland ‏ | Tigerstripe Camouflage ‏ | Lizard Camouflage ‏ | Black Camouflage  |
| المستخدمين | جميع الوحدات    | فقمات البحرية فوج | جوا فوج             | فوج المغاوير     | فوج المغاوير            | Moukafaha          | فقمات البحرية فوج |